# Койдан
Койдан (абаз. Къвайдан, карач.-балк. Къойдан) — село (аул) в Усть-Джегутинском районе Карачаево-Черкесской Республики.
Образует муниципальное образование «Койданское сельское поселение», как единственный населённый пункт в его составе.

## География
Село расположено по обоим берегам реки Абазинка, в северной части Усть-Джегутинского района. Находится в 24 км к северо-востоку от районного центра Усть-Джегута и в 20 км к юго-востоку от города Черкесск. Площадь сельского поселения составляет около 26 км2.
Граничит с землями населённых пунктов: Николаевское на западе и Пристань на востоке.
Населённый пункт расположен в предгорной зоне республики. Рельеф в основном представляет собой холмистую местность, с резкими перепадами относительных высот. К югу от села возвышается Лесистый хребет, на севере открывается приподнятая Прикубанская равнина. Перепады высот относительных высот составляют более 300 метров. Средние высоты на территории села составляют 857 метров над уровнем моря. Абсолютные достигают высот в 1000 метров.
Гидрографическая сеть в основном представлена рекой Абазинка. В районе села, в Абазинку впадают три левых притока.
Климат умеренный влажный с тёплым летом и прохладной зимой. Средняя годовая температура воздуха составляет +8,5°С. Наиболее холодный месяц — январь (среднемесячная температура —2,5°С), а наиболее тёплый — июль (+19,5°С). Заморозки начинаются в середине ноября и заканчиваются в середине апреля. Среднегодовое количество осадков составляет около 720 мм в год. Основная их часть приходится на период с мая по июль.

## История
Населённый пункт основан в 1921 году переселенцами из аула Кумско-Лоовский и первоначально был назван Абазинкой — по названию реки, протекавшей рядом, или же в связи с абазинской этнической принадлежностью основавших новый аул.
В 1930 году аул Абазинка был переименован в Койдан, что по одной из версий означает «брошенные земли».
Несмотря на то, что село было основано абазинами, ныне в населении села преобладают карачаевцы.

## Население
| 2002 | 2010 | 2012 | 2013 | 2014  | 2015 | 2016 |
| ---- | ---- | ---- | ---- | ----- | ---- | ---- |
| 814  | ↗944 | →944 | ↗947 | ↗953  | ↗961 | ↘958 |
| 2017 | 2018 | 2019 | 2020 | 2021  | 2023 | 2024 |
| ↘950 | ↘931 | ↘906 | →906 | ↗1002 | ↘994 | ↘993 |
| 2025 |      |      |      |       |      |      |
| ↘988 |      |      |      |       |      |      |

Плотность — 38 чел./км2.
Национальный состав
По данным Всероссийской переписи населения 2010 года:
| Народ      | Численность, чел. | Доля от всего населения, % |
| ---------- | ----------------- | -------------------------- |
| карачаевцы | 544               | 57,6 %                     |
| абазины    | 372               | 39,4 %                     |
| другие     | 28                | 3,0 %                      |
| всего      | 944               | 100 %                      |

По данным Всероссийской переписи населения 2021 года:
| Народ               | Численность, чел. | Доля от всего населения, % |
| ------------------- | ----------------- | -------------------------- |
| карачаевцы          | 493               | 49,20 %                    |
| абазины             | 483               | 48,20 %                    |
| другие / не указано | 26                | 2,60 %                     |
| всего               | 1 002             | 100,0 %                    |

## Образование
- Средняя общеобразовательная школа им. В. Б. Тугова — ул. Дружбы, 56.
- Дошкольное учреждение Детский Сад

## Здравоохранение
- Фельдшерско-акушерский пункт — ул. Дружбы, 35.

## Культура
- Сельский Дом Культуры — ул. Дружбы, 54.

## Улицы
В селе всего одна улица — Дружбы, от которой отходят переулки — Горный, Ключевой, Обзорный и Подгорный.